# Міфологія Шотландії
Шотландська міфологія  — зібрання міфів, які з'явилися протягом всієї історії Шотландії, причому іноді вони доповнюються наступними поколіннями, а в інших випадках втрачаються і замінюється іншими сюжетами.

## Міфи про природу

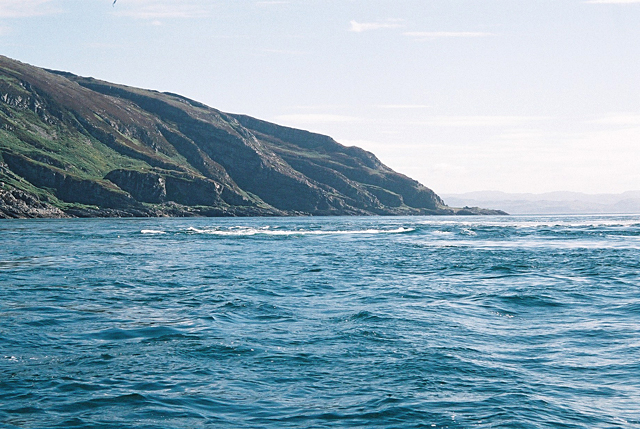
Водовороть «the Corryvreckan»

Вважалося, що Бейра, королева Зими, міцно тримала країну, створюючи бурі в січні і лютому, і не даючи можливості зелені з'явитися. Вона вважалася жорстокою старою жінкою. Її дії викликали танення снігу, в результаті чого виникали повені. Вона також створювала озера та гори. 
Шотландська міфологія не схожа на грецьку чи римську.
Найбільш потужною і страшною є богиня Байра, що представляє зиму. Під час наступної пори року вона охоче поступається "Dual" лорд і леді, які потім однаково сильно діють протягом наступного сезону. Цей міф схожий на відомий міф про майя і має справу з жіночою силою у «створенні річного циклу». Однак, Дональд Маккензі у своїй книзі «Scottish Wonder Tales from Myth and Legend» пише, що богині шотландських міфів не є славетні, що дуже не схоже на богинь Стародавньої Греції  
Річки в Шотландії були розташовані на місцях, де жили богині. Прикладом таких річок є річка Форт, що її називають «глухою або беззвучною річкою» зважаючи на тиху течію, річка  Клайд називається «очищення річки», тому, що це викликало  очищення, несучи «бруд і глину» під час паводку..

## Відьми
В Шотланській міфології домінують богині і вони вважаються кращими і сильнішими ніж боги. Кельтські богині були авторитетними і асоціювалися з жіночою фертильністю та божественністю і землею. В давні часи кельтські землі і національні спільноти були зв'язані тілом богині і її представником на землі була королева. Іншим подвійним персонажем в шотландській міфології була відьма, богиня, GaelicCailleach, велетка, божественна істота, яка була шкідливою. Відьма також вважалася цілителькою і допомагала під час народження дітей. Вона була божественною і мала «довгий родовід і неймовірну здатність жити довго». Вона також була відома як та, що водночас будує та руйнує, є ніжною та жорстокою, матір'ю та годувальницею.

## Національна міфологія
Кілька оригінальних легенд про шотландців з'явилися протягом історичного періоду з різних причин. Одна шотландська легенда або псевдо-історичний нарис про походження шотландського народу з'явився в обробленій формі в ХХ ст. в «Latin Life of St. Cathróe of Metz». Це пов'язано з тим, що поселенці з грецької Малої Азії пливли по морю і припливли до «Cruachan Feli» або «гори Ірландії», можливо до Cruachan Éli, добре відомого місця в ірландсько-латинській агіографії з «Tírechán's Collectanea». Вони бродили по Ірландії з Клонмакнойсу, Арма і Кілдару до Корку, і в кінці до Бангору, де вони надовго були втягнуті у війну з піктами. Пізніше, вони перетнули Ірлндське море, щоб вторгтися до Каледонії, на північ від Римської Британії, послідовно захоплюючи Йону, міста Rigmhonath та Bellathor. Пізніші місця з'явилися з появою Cinnrígmonaid і Cinnbelathoir в «Хроніках королів Альби». Територія, що була завойована потім отримала назву Скотія на честь Скот, дружини-єгиптянки спартанського командира Нела чи Ніула, а святий Патрик обернув народ у християнство.